# Schenck Rotec
Die Schenck RoTec GmbH ist ein deutsches Maschinenbauunternehmen für Auswuchtmaschinen mit Sitz in Darmstadt.

## Geschichte
Seit 100 Jahren ist das Auswuchten eng mit dem Namen Carl Schenck verbunden. Im Jahr 1907 baute das Unternehmen in Darmstadt seine erste Maschine. Seit dem Jahre 2000 gehört die Schenck RoTec GmbH zur börsennotierten Dürr AG mit Sitz in Stuttgart.
Im Bereich der Grundlagenforschung arbeitet Schenck RoTec eng mit der Technischen Universität Darmstadt und anderen Forschungseinrichtungen zusammen.
Schenck RoTec produziert an sieben Standorten in Europa, Amerika und Asien:
- Schenck RoTec GmbH (Darmstadt, Deutschland)
- Schenck USA Corporation (Deer Park, USA)
- Schenck USA Corporation (Southfield, USA)
- Schenck Shanghai Machinery (Shanghai, China)
- Schenck RoTec India Limited (Noida, Indien)
- Nagahama Seisakusho Ltd. (Osaka, Japan)
- Datatechnic S.A.S. (Uxegney, Frankreich)

## Produkte
Schenck RoTec stellt unter anderem verschiedene Auswuchtmaschinen und Kompletträder-Montage- und Füllmaschinen her und prüft die elektrischen und akustischen Eigenschaften von Maschinen nach dem PI/VAD-Verfahren.